# Josef Weiß (poslanec Říšského sněmu)
Josef Weiß byl slezský a rakouský průmyslník a politik německé národnosti, během revolučního roku 1848 poslanec rakouského Říšského sněmu.

## Biografie
Narodil se v Uničově. Profesí byl majitelem papírny a továrny na bavlněné zboží z Cukmantlu. Papírnu v Cukmantlu koupil roku 1814. Když se snažil vylepšit technologii výroby papíru, vytvořil roztok na bázi borového jehličí, který používal i jako lék na některé choroby. Léčebna, kterou provozoval, se pak stala základem městských lázní. Lázeňství v Cukmantlu pak dále rozvinul jeho jmenovec Josef Weiss, který byl zvěrolékařem a založil zde vodoléčebný ústav.
Během revolučního roku 1848 se zapojil do politického dění. V celostátních volbách roku 1848 byl zvolen na rakouský ústavodárný Říšský sněm. Zastupoval volební obvod Vrbno pod Pradědem. Uvádí se jako továrník. Patřil ke sněmovní levici.